# لوپینو (تگزاس)
لوپینو (به انگلیسی: Lopeño) یک منطقهٔ مسکونی در ایالات متحده آمریکا است که در شهرستان زاپاتا، تگزاس واقع شده‌است. لوپینو ۲٫۰ کیلومتر مربع مساحت و ۱۷۴ نفر جمعیت دارد و ۱۱۹ متر بالاتر از سطح دریا واقع شده‌است.